# أولف ستينلوند
أولف ستينلوند (بالسويدية: Ulf Stenlund) مواليد 21 يناير 1967 في فالون، هو لاعب كرة مضرب سويدي سابق بدأ مسيرته كمحترف سنة 1986 وكان يلعب باليد اليمنى. أعلى تصنيف له في الفردي كان المركز الـ 23 في سنة 1987. أعلى تصنيف له في الزوجي كان المركز الـ 229 في سنة 1987.

## روابط خارجية
- أولف ستينلوند على موقع رابطة محترفي التنس (الإنجليزية)
- أولف ستينلوند على موقع الاتحاد الدولي لكرة المضرب (الإنجليزية)
- أولف ستينلوند على موقع خلاصة التنس.كوم (الإنجليزية)